# Подриње (земља)
Подриње је била област у средњовековној Босни, са десне обале Дрине. Област Подриња обухватала би данашње општине Бајина Башта, Сребреница, Љубовија, Братунац, Зворник и Мали Зворник.

## Жупе
Земља Подриње наслањала се на Хум са североисточне стране. У састав Бановине Босне Подриње улази 1373. године током владавине Твртка I Котроманића. Још током Твртковог живота Подриње прелази у руке великашке породице Косача. Косаче Подрињем управљају из свог моћног центра, Сокола. Сама област Подриња налазила се са десне обале Дрине, а обухватала је територије дуж реке Пиве, Таре, Ћеотине и Лима. Само Подриње делило се на више жупа. На крајњем југу лежала је Пивска жупа са седиштем у Соколграду, највећем граду у Подрињу. У саставу Пивске жупе налазило се готово цела долина Пиве одвојено Дурмитором од поречја Таре. Са северне стране се на Пиву наслањала Брезничка жупа која се простирала дуж читаве долине реке Брезнице. У смеру севера лежала је и жупа Међуречје. У њеном саставу налазило се читаво подручје између река Таре и Пиве. Долина Лима била је подељена у две жупаније: Прибудска жупанија, у горњем току Лима, са седиштем у истоименом граду, и жупа Црна Река са седиштем у граду Милишеву где се налазио гроб Светог Саве. У средњем и горњем току Дрине лежало је неколико жупанија: од севера ка југу прва је Бродарска жупанија са центром у племићком граду Бродару. Жупа Горажње, која се наслањала на Бродарску жупу, имала је центар у истоименом граду. Островичка жупанија имала је седиште у Островици док је Дринска жупанија била са седиштем у Фочи. Бистричка и Сутјеска жупа биле су брањене градовима Јелечом, Косманом и Вратаром. Они су са Пивском жупанијом затварали Подриње ка Требињу.

## Историја

### До 1373. године
О Подрињу пише византијски историчар Јован Кинам описујући поход византијског цара Манојла I Комнина (1143-1180) против рашке државе под архижупаном Урошем II Вукановићем. Приликом описа проласка византијске војске кроз северне делове Урошеве државе, Кинам пише да река Дрина раздваја Босну од остатка Србије, односно од Рашке. У политичком смислу Подриње је као област било везано за земљу Усору која се у изворима први пут помиње 1225. године у писму папе Хонорија III. Половином 14. века Подриње је било у саставу Српског царства. Потом је овим територијама управљао Војислав Војиновић, велики кнез цара Уроша. Војислава је наследила удовица Гојислава, а њу је 1367. године са власти збацио Никола Алтомановић, син Војиславовог брата Алтомана. Након што је решен спор око Призрена, долази до измирења Николе Алтомановића и Балшића и стварања коалиције против Дубровачке републике која је 1358. године Задарским миром признала врховну власт Угарске. О рату Твртка Котроманића и Лазара Хребељановића против Николе Алтомановића пише Мавро Орбин у свом "Краљевству Словена". Према Орбину, Алтомановић је на једном састанку покушао да убије моравског кнеза Лазара који је, разљућен, позвао угарског краља и босанског бана у рат против жупана Алтомановића. Угарски краљ посла Лазару, под Николом Горјанским, 1000 копљаника, а босански бан лично дође са својом војском. Здружени, они продреше у Николине земље и ставише све под мач и огањ. Алтомановић се повлачио ка приморју. Његов управник Клобука није му отворио врата. Није примљен ни у Требињу ни у Конавлима. У Дубровник није смео бежати. Вратио се назад у свој град Ужице где га је Лазар опсео са целом својом војском. Никола је заробљен и предат на чување Стефану Мусићу. Овај му, са потајним пристанком кнеза Лазара, ископа очи. Твртко је заузео земље између Лима и мора, Лазар земље од Рудника до Дрине, а Балшићи Требиње, Конавли и Драчевицу.

### Босанска власт
У 14. веку Подриње је организовано као посебна земља. Сведочанство о томе налазимо у интитулацији Твртка I Котроманића. Сведоци "од Подриња" не наводе се посебно све до 1400. године. Подриње је било у саставу веће области, Усоре, заједно са облашћу Соли. Подриње је било у саставу Усоре све до нестанка породице Ивахнић-Твртковић. Након 1400. године ова породица нестаје из историјских извора све до турског периода. На значају добија породица Дињичићи чији су припадници чинили властелу Подриња. Дињичићи су били огранак породице Треботића из Усоре, а свој успон доживљавају током Тврткове владавине (друга половина 14. века). У првој половини 15. века господаре Подрињем. Први познати члан породице је Дињица који се помиње међу сведоцима повеље краља Твртка Дубровчанима из 1378. године. Помињу се и његова браћа, али њихова имена нису позната. Дињица је имао жену Каталену која му је родила синове Драгишу (жупана), војводи Ковача, Владислава и Павла. Диничићи су били вазали Златоносовића који су владали Усором и Солијем. Драгиша је имао сина Покрајца, а Ковач Петра и Твртка. Петар је био угледан босански властелин, а 1443/4. године, заједно са Ђурђем Бранковићем и Јанком Хуњадијем, учествује у походу против Турака (Дуга војна). Погинуо је у рату против деспота Ђурђа 1455. године код Сребренице. Након пада Босне, Дињичићи беже у Дубровник. Подриње пада под турску власт 1463. године.